# Canton de Bolbec
Le canton de Bolbec est une circonscription électorale française située dans le département de la Seine-Maritime et la région Normandie.
À la suite du redécoupage cantonal de 2014, les limites territoriales du canton sont remaniées. Le nombre de communes du canton passe de 16 à 20.

## Géographie
Ce canton est organisé autour de Bolbec dans l'arrondissement du Havre. Son altitude varie de 12 m (Gruchet-le-Valasse) à 154 m (Beuzevillette) pour une altitude moyenne de 118 m.

## Histoire
Par décret du 27 février 2014, le nombre de cantons du département est divisé par deux, avec mise en application aux élections départementales de mars 2015. Le canton de Bolbec est conservé et s'agrandit. Il passe de 16 à 20 communes.

## Représentation

### Conseillers généraux de 1833 à 2015
| Période       | Période          | Identité                                        | Étiquette                              | Qualité                                                                                               |
| ------------- | ---------------- | ----------------------------------------------- | -------------------------------------- | --- |
| 1833          | 1836             | Isaac Adelclar Lecoq jeune (1798-1864)          |                                        | Manufacturier à Bolbec                                                                                |
| 1836          | 1848             | Jacques Daniel Fauquet (1786-1854)              |                                        | Maire de Bolbec (1828-1854)                                                                           |
| 1848          | 1871             | Désiré Lechaptois                               | Bonapartiste                           | Docteur en médecine à Bolbec, ancien maire de Caudebec                                                |
| 1871          | 1877             | Alfred Fauquet-Lemaître                         | Droite                                 | Industriel, propriétaire de l'abbaye du Valasse à Gruchet-le-Valasse                                  |
| 1877          | 1895             | Jules Siegfried                                 | Union républicaine                     | Négociant Maire du Havre (1878-1886)                                                                  |
| 1895          | 1898 (démission) | Baron André Piérard                             | Droite monarchiste                     | Ancien secrétaire à la direction des Chemins de fer Maire de Gruchet-le-Valasse, Député (1889-1893)   |
| 1898          | 1902 (démission) | Auguste Desgenétais                             | Droite                                 | Propriétaire du château des Genêts Maire de Gruchet-le-Valasse, conseiller d'arrondissement           |
| 1902          | 1913             | Baron Albert Guillaume d'Etchegoyen (1847-1935) | Conservateur                           | Maire de Raffetot                                                                                     |
| 1913          | 1916 (décès)     | Louis Leseigneur                                | Rad.                                   | Pharmacien, conseiller municipal de Bolbec, conseiller d'arrondissement                               |
| 1916          | 1919             | siège vacant                                    |                                        | |
| 1919          | 1940             | Georges Bureau                                  | AD                                     | Député (1910-1940) Sous-secrétaire d’État (1915)                                                      |
|               |                  |                                                 |                                        | |
| 1943          | 1945             | Henri Alexis Ferric                             |                                        | Maire de Bolbec Nommé membre du Conseil départemental en 1943                                         |
|               |                  |                                                 |                                        | |
| 1945          | 1959 (décès)     | Henri Alexis Ferric                             | Indépendant                            | Maire de Bolbec (1941-1945)                                                                           |
| 12 avril 1959 | 1976             | Bernard Seyer                                   | DVD puis CD                            | Maire de Bolbec (1952-1965)                                                                           |
| 1976          | 1982             | Paul Belhache (1913-1988)                       | PCF                                    | Ouvrier du textile puis métallurgiste Maire de Bolbec (1977-1988)                                     |
| 1982          | 2008             | Pierre Roussel                                  | PS puis DVG puis DVD ("Alternance 76") | Professeur de collège Maire de Bolbec (1995-2001)                                                     |
| 2008          | 2015             | Alain Gérard                                    | UMP ("Alternance 76")                  | Contrôleur de gestion Maire de Saint-Eustache-la-Forêt (?-2006) Adjoint au Maire de Mélamare (2014-?) |

### Conseillers d'arrondissement (de 1833 à 1940)
| Période                                  | Période      | Identité                                     | Étiquette                   | Qualité |
| ---------------------------------------- | ------------ | -------------------------------------------- | --------------------------- | --- |
| 1833                                     | 1848         | M. Fauquet-Lemaitre                          |                             | Manufacturier à Bolbec                                                                                      |
| 1848                                     | 1861 (décès) | Jean Alexis Dupont (1795-1861)               |                             | Homme de loi, Bolbec                                                                                        |
| 1861                                     | 1867         | Philippe-Azarias Selle (1813-1883)           |                             | Notaire, propriétaire, maire de Bolbec (1856-1870 et 1872-1878)                                             |
| 1867                                     | 1877         | Louis-Jules-Henri Levaillant, Comte du Douet |                             | Maire de Bernières                                                                                          |
| 1877                                     | 1880 (décès) | Adolphe Léon Fauquet-Fichet (1817-1880)      | Républicain                 | Fabricant de tissu et de mouchoirs, adjoint (1876-1879), puis maire de Bolbec (1879-1880)                   |
| 1880                                     | 1893 (décès) | Léon Desgenétais                             | Républicain de Droite       | Propriétaire du château des Genêts, maire de Gruchet-le-Valasse                                             |
| 1893                                     | 1898         | Auguste Desgenétais                          | Républicain de Droite       | Filateur de coton à Bolbec                                                                                  |
| 1899                                     | 1904         | Anthime Paumelle                             | Républicain ministériel     | Vice-Président de la mutualité scolaire et post-scolaire de Bolbec                                          |
| 1904                                     | 1910         | Louis Langer (1868-1938)                     | Républicain antiministériel | Maire de Bolleville                                                                                         |
| 1910                                     | 1913         | Louis Leseigneur                             | Rad.                        | Pharmacien, conseiller municipal de Bolbec                                                                  |
| 1913                                     | 1919         | André Ozanne                                 |                             | Industriel à Bolbec, propriétaire à Gruchet-le-Valasse                                                      |
| 1919                                     | 1940         | Baron Armand d'Etchegoyen (1887-1981)        | Républicain radical         | Propriétaire du château de Baclair à Nointot                                                                |
| 1940                                     |              |                                              |                             | Les conseils d'arrondissement ont été suspendus par la loi du 12 octobre 1940 et n'ont jamais été réactivés |
| Les données manquantes sont à compléter. |              |                                              |                             | |

### Représentation à partir de 2015
| Période élective | Période élective | Mandat | Mandat   | Identité                | Nuance | Nuance | Qualité                                                                        |
| ---------------- | ---------------- | ------ | -------- | ----------------------- | ------ | ------ | ------------------------------------------------------------------------------ |
| 2015             | 2021             | 2015   | 2021     | Dominique Métot         |        | DIV    | Cadre Maire de Bolbec (2008-2020), conseiller municipal (majorité) depuis 2020 |
| 2015             | 2021             | 2015   | 2021     | Murielle Moutier Lecerf |        | DIV    | Infirmière à Lillebonne                                                        |
| 2021             | 2028             | 2021   | en cours | Dominique Metot         |        | DIV    | Conseiller sortant                                                             |
| 2021             | 2028             | 2021   | en cours | Murielle Moutier Lecerf |        | DIV    | Conseillère sortante                                                           |

### Résultats détaillés

#### Élections de mars 2015
À l'issue du 1er tour des élections départementales de 2015, deux binômes sont en ballottage : Bruno Blondel et Josiane Honvault (FN, 25,53 %) et Dominique Métot et Murielle Moutier Lecerf (SE, 24,87 %). Le taux de participation est de 46,97 % (12 733 votants sur 27 110 inscrits) contre 49,48 % au niveau départemental et 50,17 % au niveau national.
Au second tour, Dominique Metot et Murielle Moutier Lecerf (SE) sont élus avec 66,25 % des suffrages exprimés et un taux de participation de 47,23 % (7 856 voix pour 12 804 votants et 27 112 inscrits).
Dominique Métot et Murielle Moutier-Lecerf créent un groupe "Agir ensemble au département" (SE).

#### Élections de juin 2021
Le premier tour des élections départementales de 2021 est marqué par un très faible taux de participation (33,26 % au niveau national). Dans le canton de Bolbec, ce taux de participation est de 27,6 % (7 411 votants sur 26 855 inscrits) contre 32,19 % au niveau départemental. À l'issue de ce premier tour, deux binômes sont en ballottage : Dominique Metot et Murielle Moutier Lecerf (SE, 42,83 %) et Florence Guérin et Clément Quevilly (RN, 26,23 %).
Le second tour des élections est marqué une nouvelle fois par une abstention massive équivalente au premier tour. Les taux de participation sont de 34,36 % au niveau national, 32,06 % dans le département et 28,23 % dans le canton de Bolbec. Dominique Metot et Murielle Moutier Lecerf (SE) sont élus avec 70,62 % des suffrages exprimés (5 036 voix pour 7 584 votants et 26 865 inscrits),,.

## Composition

### Composition avant 2015
Le canton de Bolbec regroupait 16 communes.
| Nom                       | Code Insee | Codepostal | Superficie (km2) | Population (dernière pop. légale) | Densité (hab./km2) |
| ------------------------- | ---------- | ---------- | ---------------- | --------------------------------- | ------------------ |
| Bolbec (chef-lieu)        | 76114      | 76210      | 12,24            | 11 753 (2012)                     | 960                |
| Bernières                 | 76082      | 76210      | 6,63             | 679 (2012)                        | 102                |
| Beuzeville-la-Grenier     | 76090      | 76210      | 6,19             | 1 101 (2012)                      | 178                |
| Beuzevillette             | 76092      | 76210      | 5,63             | 689 (2012)                        | 122                |
| Bolleville                | 76115      | 76210      | 9,73             | 592 (2012)                        | 61                 |
| Gruchet-le-Valasse        | 76329      | 76210      | 14,20            | 3 077 (2012)                      | 217                |
| Lanquetot                 | 76382      | 76210      | 5,09             | 1 059 (2012)                      | 208                |
| Lintot                    | 76388      | 76210      | 8,00             | 453 (2012)                        | 57                 |
| Mirville                  | 76439      | 76210      | 5,42             | 338 (2012)                        | 62                 |
| Nointot                   | 76468      | 76210      | 6,00             | 1 435 (2012)                      | 239                |
| Parc-d'Anxtot             | 76494      | 76210      | 5,83             | 585 (2012)                        | 100                |
| Raffetot                  | 76518      | 76210      | 6,85             | 498 (2012)                        | 73                 |
| Rouville                  | 76543      | 76210      | 9,55             | 610 (2012)                        | 64                 |
| Saint-Eustache-la-Forêt   | 76576      | 76210      | 6,59             | 1 058 (2012)                      | 161                |
| Saint-Jean-de-la-Neuville | 76593      | 76210      | 7,93             | 555 (2012)                        | 70                 |
| Trouville                 | 76715      | 76210      | 10,38            | 633 (2012)                        | 61                 |

### Composition depuis 2015
Le canton comprend désormais vingt communes entières.
| Nom                            | Code Insee | Intercommunalité    | Superficie (km2) | Population (dernière pop. légale) | Densité (hab./km2) | Modifier                                    |
| ------------------------------ | ---------- | ------------------- | ---------------- | --------------------------------- | ------------------ | ------------------------------------------- |
| Bolbec (bureau centralisateur) | 76114      | CA Caux Seine Agglo | 12,24            | 11 618 (2022)                     | 949                | modifier les données · modifier les données |
| Bernières                      | 76082      | CA Caux Seine Agglo | 6,63             | 638 (2022)                        | 96                 | modifier les données · modifier les données |
| Beuzeville-la-Grenier          | 76090      | CA Caux Seine Agglo | 6,19             | 1 216 (2022)                      | 196                | modifier les données · modifier les données |
| Beuzevillette                  | 76092      | CA Caux Seine Agglo | 5,63             | 612 (2022)                        | 109                | modifier les données · modifier les données |
| Gruchet-le-Valasse             | 76329      | CA Caux Seine Agglo | 14,20            | 3 026 (2022)                      | 213                | modifier les données · modifier les données |
| Lanquetot                      | 76382      | CA Caux Seine Agglo | 5,09             | 1 147 (2022)                      | 225                | modifier les données · modifier les données |
| Lillebonne                     | 76384      | CA Caux Seine Agglo | 14,66            | 8 708 (2022)                      | 594                | modifier les données · modifier les données |
| Mélamare                       | 76421      | CA Caux Seine Agglo | 6,35             | 932 (2022)                        | 147                | modifier les données · modifier les données |
| Mirville                       | 76439      | CA Caux Seine Agglo | 5,42             | 354 (2022)                        | 65                 | modifier les données · modifier les données |
| Nointot                        | 76468      | CA Caux Seine Agglo | 6,00             | 1 369 (2022)                      | 228                | modifier les données · modifier les données |
| Parc-d'Anxtot                  | 76494      | CA Caux Seine Agglo | 5,83             | 579 (2022)                        | 99                 | modifier les données · modifier les données |
| Raffetot                       | 76518      | CA Caux Seine Agglo | 6,85             | 502 (2022)                        | 73                 | modifier les données · modifier les données |
| Rouville                       | 76543      | CA Caux Seine Agglo | 9,55             | 612 (2022)                        | 64                 | modifier les données · modifier les données |
| Saint-Antoine-la-Forêt         | 76556      | CA Caux Seine Agglo | 6,44             | 1 101 (2022)                      | 171                | modifier les données · modifier les données |
| Saint-Eustache-la-Forêt        | 76576      | CA Caux Seine Agglo | 6,59             | 1 213 (2022)                      | 184                | modifier les données · modifier les données |
| Saint-Jean-de-Folleville       | 76592      | CA Caux Seine Agglo | 13,73            | 798 (2022)                        | 58                 | modifier les données · modifier les données |
| Saint-Jean-de-la-Neuville      | 76593      | CA Caux Seine Agglo | 7,93             | 664 (2022)                        | 84                 | modifier les données · modifier les données |
| Saint-Nicolas-de-la-Taille     | 76627      | CA Caux Seine Agglo | 9,25             | 1 634 (2022)                      | 177                | modifier les données · modifier les données |
| Tancarville                    | 76684      | CA Caux Seine Agglo | 7,42             | 1 226 (2022)                      | 165                | modifier les données · modifier les données |
| La Trinité-du-Mont             | 76712      | CA Caux Seine Agglo | 2,06             | 917 (2022)                        | 445                | modifier les données · modifier les données |
| Canton de Bolbec               | 7603       |                     | 158,06           | 38 866 (2022)                     | 246                | modifier les données                        |

## Démographie

### Démographie avant 2015
| 1962   | 1968   | 1975   | 1982   | 1990   | 1999   | 2006   | 2011   | 2012   |
| ------ | ------ | ------ | ------ | ------ | ------ | ------ | ------ | ------ |
| 20 902 | 21 312 | 22 024 | 23 256 | 24 298 | 24 475 | 24 277 | 24 845 | 25 115 |

### Démographie depuis 2015
En 2022, le canton comptait 38 866 habitants, en évolution de +0,7 % par rapport à 2016 (Seine-Maritime : +0,35 %, France hors Mayotte : +2,11 %).
| 2013   | 2018   | 2022   |
| ------ | ------ | ------ |
| 38 487 | 38 988 | 38 866 |